# Sphingicampa cananche
Sphingicampa cananche är en fjärilsart som beskrevs av Eugène Louis Bouvier 10927. Sphingicampa cananche ingår i släktet Sphingicampa och familjen påfågelsspinnare. Inga underarter finns listade i Catalogue of Life.